# Mustafa Sabbagh
Mustafa Sabbagh  (arabisch مصطفى صباغ, DMG Muṣṭafā Ṣabbāġ; geb. um 1965) ist ein zeitgenössischer syrischer Geschäftsmann und Politiker, der als den Muslimbrüdern nahestehend betrachtet wird. Er lebte längere Zeit in Saudi-Arabien.
Er war Generalsekretär der Nationalkoalition syrischer Revolutions- und Oppositionskräfte (kurz: Syrische Nationalkoalition), des Dachverbandes der Gegner des syrischen Machthabers Baschar al-Assad. Er ist Präsident eines Forums syrischer Unternehmen (Syrisches Businessforum), das mit der Einrichtung eines Fonds in Höhe von 300 Millionen Dollar die syrische Revolution gegen Präsident Baschar al-Assad unterstützte.
Bei der Wahl zum Präsidenten der Syrischen Nationalkoalition verlor er als Favorit Katars gegen Ahmed Dscharba, den Favoriten Saudi-Arabiens. Auf al-Dscharba entfielen dabei 55 Stimmen, auf Mustafa Sabbagh 52.

Unter der Überschrift “Gefangen im Kreuzfeuer: Zwischen Katar und Saudi-Arabien” wurde die regionale politische Situation auf der Website des Middle East Institute in Washington, D.C., folgendermaßen zusammengefasst: 

„It was not primarily the Syrian Brotherhood but a group of “local” Syrian activists headed by Mustafa Sabbagh that supported Qatari interests and positions within the SNC and its successor, the National Coalition (NC). But because the Brotherhood often voted with Sabbagh’s group, the Saudis started making the organization's life difficult—within opposition bodies but also at home.“